# Ларионов, Александр Максимович
Александр Максимович Ларионов (1928 — 1995) — советский учёный и промышленный деятель, доктор технических наук, профессор, первый генеральный конструктор ЕС ЭВМ.

## Биография
Родился 1 августа 1928 года в деревне Студенец Захаровского района Рязанской области в крестьянской семье. 
В начале 1930-х годов семья Ларионовых переехала в Москву, где Александо окончил школу и поступил в Московский энергетический институт. Окончил вуз в феврале 1951 года по специальности «Электромеханические приборы» и был направлен в СКБ-245 (Москва).
В то время в этом конструкторском бюро разворачивались работы по проектированию ЭВМ «Стрела» и Александра зачислили в лабораторию, проектирующую устройство центрального управления. В мае 1951 года он был призван на службу в Советскую армию. В феврале 1953 года после ходатайств Министерства машиностроения и приборостроения был досрочно уволен в запас в чине младшего инженер-лейтенанта и в марте этого того же года вернулся в СКБ-245, где сразу занялся наладкой центрального управления ЭВМ «Стрела», став ведущим специалистом. В течение следующих восьми лет Ларионов занимал последовательно должности инженера, старшего инженера, ведущего инженера, начальника лаборатории, начальника отдела.
После 1955 года Александр Ларионов занимался созданием электронного комплекса обработки радиолокационных данных и наведения ракет на воздушные цели. Было предложено два комплекса: М-111 (1955-1962 годы) и 5Э61 (1961-1964 годы), которые в основном базировались на электронных лампах, но в ряде схем впервые были применены в полупроводниковые приборы — плоскостные транзисторы, в отработке которых Ларионов принял активное участие, будучи в это время уже заместителем главного конструктора — Ю. Я. Базилевского. При создании комплекса 5Э61 А. М. Ларионов стал его главным конструктором и с 1961 по 1964 год занимал должность заместителя директора НИЭМ по вычислительным комплексам.
В 1964 году Лартонов включился в разработку наземного войскового вычислительного комплекса «Бета-2» и через некоторое время был назначен его главным конструктором. На основе материалов проектирования в 1970 году он защитил диссертацию по структурным методам сохранения производительности процессора при большой загрузке периферийных устройств, получив звание кандидата технических наук. В 1968 году НИЭМ было поручено создание стационарного вычислительного комплекса повышенной надежности для управления космическими объектами. Главным конструктором этого комплекса, названного МСМ, стал А. М. Ларионов.
В январе 1969 года, после объединения НИЭМ с НИЦЭВТ, Александр Максимович Ларионов был назначен начальником отделения специализированных наземных цифровых вычислительных машин, перед которым стояла задача разработки наземного бортового вычислительного комплекса «Бета-2» для Министерства обороны и ЭВМ для управления космическими объектами — МСМ. В октябре 1969 года Ларионов был назначен заместителем директора НИЦЭВТ по научной работе - главным инженером; одновременно он стал заместителем Генерального конструктора ЕС ЭВМ и заместителем главного конструктора бортовых ЦВМ серии «Аргон». В апреле 1970 года, в связи с внезапной болезнью директора НИЦЭВТ С. А. Крутовских, Ларионову было поручено исполнение обязанностей директора, а в марте 1971 года он стал директором НИЦЭВТ, генеральным конструктором ЕС ЭВМ и главным конструктором БЦВМ серии «Аргон».
Вместе с тем, что Ларионов занимался координацией деятельности предприятий социалистических стран по созданию технических и программных средств первой очереди ЕС ЭВМ, он уделял также значительное внимание подготовке новых кадров и в дополнение к уже существовавшему еще в НИЭМ филиалу Московского авиационного института он организовал и возглавил базовую кафедру НИЦЭВТ в Московском институте радиоэлектроники и автоматики (МИРЭА). В 1975 году Ларионов защитил докторскую диссертацию, в 1976 году получил звание доцента, а в 1979 году — звание профессора. В декабре 1977 года в связи с обострением тяжелой хронической болезни почек А. М. Ларионов по его просьбе был освобожден от должности директора НИЦЭВТ и генерального конструктора ЕС ЭВМ, сосредоточившись на преподавательской деятельности, став заведующим кафедрой вычислительной техники МИРЭА, которую возглавлял до конца жизни. 
А. М. Ларионов — автор более шестидесяти научных публикаций и многих научно-методических работ. Был награждён орденами Ленина (1977) и Трудового Красного Знамени (1971), а также медалями.
Умер в декабре 1995 года от острой почечной недостаточности.